# Jonas De Meyer
Jonas De Meyer (1 april 1984) is een Belgische voormalige atleet, die zich had toegelegd op het polsstokhoogspringen. Hij werd eenmaal Belgisch kampioen.

## Biografie
De Meyer werd in 2010 Belgisch kampioen polsstokspringen. Hij was aangesloten bij Daring Club Leuven Atletiek.

## Belgische kampioenschappen
| Onderdeel        | Jaar |
| ---------------- | ---- |
| polsstokspringen | 2010 |

## Persoonlijke records
Outdoor
| Onderdeel        | Prestatie | Datum        | Plaats  |
| ---------------- | --------- | ------------ | ------- |
| polsstokspringen | 5,20 m    | 18 juli 2010 | Brussel |

Indoor
| Onderdeel        | Prestatie | Datum            | Plaats |
| ---------------- | --------- | ---------------- | ------ |
| polsstokspringen | 5,05 m    | 26 februari 2012 | Gent   |

## Palmares
polsstokspringen
- 2010:  BK indoor AC – 4,80 m
- 2010:  BK AC – 5,20 m
- 2012:  BK indoor AC – 5,05 m
- 2012:  BK AC – 5,00 m
- 2014:  BK indoor AC – 4,60 m